# Bruce Stambler
Bruce Stambler ist ein US-amerikanischer Tontechniker, der neben einem Oscar für den besten Tonschnitt auch einen British Academy Film Award (BAFTA Award) für den besten Ton sowie einen Primetime Emmy für herausragenden Tonschnitt in einer Serie gewann.

## Leben

### 1980er Jahre
Stambler begann seine Laufbahn als Tontechniker und Spezialist für Tonschnitt in der Filmwirtschaft Hollywoods 1982 bei der Filmkomödie Das schönste Freudenhaus in Texas (The Best Little Whorehouse in Texas) von Colin Higgins mit Burt Reynolds, Dolly Parton und Dom DeLuise in den Hauptrollen. Er arbeitete bisher an der Herstellung von über achtzig Filmen mit.
1983 war er erstmals für den Primetime Emmy für herausragenden Tonschnitt in einer Fernsehserie nominiert, und zwar mit Walt Jenevein, Barney Cabral, John Detra, Dennis Diltz, Sam Gemette, Robert Gravenor, Phil Haberman, Jerry Jacobson, Marvin I. Kosberg, Billy Mauch, Anthony Palk, Edward L. Sandlin, Kyle Wright, Sam F. Shaw, William Shenberg und Andrew Torres für den 1982 entstandenen Pilotfilm der von der NBC produzierten Fernsehserie Knight Rider mit David Hasselhoff.
Den Primetime Emmy für herausragenden Tonschnitt in einer Fernsehserie gewann er 1985 mit Charles E. Moran, Bruce Bell, Victor B. Lackey, Ian MacGregor-Scott, Carl Mahakian, John Oettinger, Bernard F. Pincus, Warren Smith, Michael D. Wilhoit, Kyle Wright, Paul Wittenberg und Jerry Cohen für den Pilotfilm sowie die erste Episode der ersten Staffel (Heißes Pflaster Florida, Brother’s Keepers) der ebenfalls von der NBC produzierten Fernsehserie Miami Vice.
Eine weitere Nominierung für den Primetime Emmy für herausragenden Tonschnitt in einer Fernsehserie erhielt Stambler 1986 mit Kyle Wright, Bruce Bell, Barney Cabral, Phil Haberman, Mark Hollingsworth, Donlee Jorgensen, Jimmy Ling, Bernard F. Pincus, Vern Shaw, Michael D. Wilhoit, Richard Marx und Laurie Higgins Tobias für den 1985 entstandenen Pilotfilm (Gefährliche Waffen, Deep Freeze) der auch von der NBC produzierten Fernsehserie Die Spezialisten unterwegs (Misfits of Science).

### 1990er Jahre
Bei der Oscarverleihung 1993 war Stambler erstmals für den Oscar für den besten Tonschnitt nominiert, und zwar mit John Leveque für den von Andrew Davis inszenierten Spielfilm Alarmstufe: Rot (Under Siege, 1992) mit Steven Seagal, Tommy Lee Jones und Gary Busey. Bei der darauf folgenden Oscarverleihung 1994 war er mit John Leveque für den ebenfalls unter der Regie von Andrew Davis entstandenen Spielfilm Auf der Flucht (The Fugitive, 1993) mit Harrison Ford als ‚Dr. Richard Kimble‘ sowie Tommy Lee Jones und Sela Ward in weiteren Hauptrollen abermals für den Oscar für den besten Tonschnitt nominiert. Für diesen Film gewannen Stambler, John Leveque, Becky Sullivan, Scott D. Smith, Donald O. Mitchell, Michael Herbick und Frank A. Montaño außerdem 1994 den British Academy Film Award für den besten Ton.
Eine weitere Oscar-Nominierung für den besten Tonschnitt erhielten Stambler und John Leveque Oscarverleihung 1995 für Das Kartell (Clear and Present Danger, 1994) von Phillip Noyce mit Harrison Ford, Willem Dafoe und Anne Archer. Auch bei der Oscarverleihung 1996 waren er und John Leveque wieder für den Oscar für den besten Tonschnitt nominiert, und zwar diesmal für die unter der Regie von Joel Schumacher entstandene Comic-Verfilmung Batman Forever (1995) mit Val Kilmer als ‚Batman‘, Tommy Lee Jones als ‚Two-Face‘ und Jim Carrey als ‚Riddler‘.
1997 gewann Stambler schließlich den Oscar für den besten Tonschnitt in dem Actionfilm Der Geist und die Dunkelheit (The Ghost and The Darkness, 1996) von Stephen Hopkins mit Val Kilmer in der Rolle des britischen Soldaten, Ingenieurs, Jägers und Autors John Henry Patterson sowie Michael Douglas und John Kani in weiteren Rollen.

### 2000er Jahre
2002 war Stambler für den Actionfilm The Fast and the Furious (2001) von Rob Cohen mit Paul Walker, Vin Diesel und Michelle Rodríguez gleich zweifach für den von den Motion Picture Sound Editors verliehenen Golden Reel Award nominiert: Zum einen mit Jay Nierenberg, Becky Sullivan, Mildred Iatrou, Donald L. Warner Jr., Robert Troy, Paul Curtis, William Dotson, Cathie Speakman, Nicholas Vincent Korda und Lee Lemont in der Kategorie bester Tonschnitt für Dialog und Synchronisation in einem US-amerikanischen Spielfilm, zum anderen mit Jay Nierenberg, Michael Dressel, Steve Mann, Kim Secrist, Steve Nelson, Howard Neiman, Glenn Hoskinson, Tim Walston, Charles Deenen, Scott Curtis und Dan Yale in der Kategorie bester Tonschnitt für Effekte und Geräuschemacherei in einem US-amerikanischen Spielfilm.
Eine weitere Nominierung für den Golden Reel Award in der Kategorie bester Tonschnitt für Effekte und Geräuschemacherei in einem US-amerikanischen Spielfilm erhielt Stambler mit Michael Dressel, Mike Chock, Harry Cohen, Ken Fischer, Elliott Koretz, Steve Mann, Steve Nelson, Michael Payne, Kim Secrist, Tim Walston, Richard E. Yawn, Shawn Sykora und Frank A. Fuller Jr. für den ebenfalls unter der Regie von Rob Cohen entstandenen Actionfilm xXx – Triple X (xXx, 2002) mit Vin Diesel, Asia Argento und Marton Csokas.

## Auszeichnungen
- 1985: Primetime Emmy für herausragenden Tonschnitt in einer Fernsehserie
- 1994: British Academy Film Award für den besten Ton
- 1997: Oscar für den besten Tonschnitt

## Filmografie (Auswahl)
- 1982: Das schönste Freudenhaus in Texas (The Best Little Whorehouse in Texas)
- 1985: Street Hawk (Fernsehserie)
- 1987: Benji – Sein größtes Abenteuer (Benji the Hunted)
- 1988: Scharfe Kurven (Dangerous Curves)
- 1990: Familienehre (Betsy’s Wedding)
- 1992: The Babe – Ein amerikanischer Traum (The Babe)
- 1993: Posse – Die Rache des Jessie Lee (Posse)
- 1995: Different Minds – Feindliche Brüder (Steal Big Steal Little)
- 1997: Batman & Robin
- 1999: Eve und der letzte Gentleman (Blast from the Past)
- 1999: Future Kids – Jäger des verlorenen Goldes (Durango Kids)
- 2001: Angel Eyes
- 2002: 24 Hours (Kurzfilm)
- 2003: Bulletproof Monk – Der kugelsichere Mönch (Bulletproof Monk)
- 2005: Stealth – Unter dem Radar (Stealth)
- 2007: Lizenz zum Heiraten (License to Wed)
- 2008: City of Ember – Flucht aus der Dunkelheit (City of Ember)
- 2013: Broken Glass